# Брум, Джон Эгертон
Джон «Джек» Э́гертон Брум, англ. John Egerton Broome, DSC, (23 февраля 1901 — 19 апреля 1985) — британский военный моряк, участник Первой мировой и Второй мировой войн. Известен как командир непосредственного охранения арктического конвоя PQ-17.

## Биография
Джон Эгертон Брум родился в 1901 году в Сиэтле в семье английского золотоискателя Луиса Эгертона Брума, приехавшего в США в разгар «Золотой лихорадки». В 1907 году вместе с родителями переехал в Панаму, однако позднее был отправлен в Англию к родственникам матери. Учился в школе Оквуд в графстве Суррей, а в 1912 году поступил в Королевский военно-морской колледж в Осборне, из которого в 1915 году перешёл в старший колледж в Дартмуте.

## Служба

### Первая мировая война и межвоенный период
В 1917 году мичман Джон Брум направлен в Скапа-Флоу на Оркнейских островах на линкор Colossus, которым тогда командовал капитан Дадли Паунд. Вскоре после окончания войны Брум был повышен до младшего лейтенанта и переведён в Аден для прохождения службы на эсминце Clematis. Отслужив на Красном море, отправляется учиться в кембриджский колледж «Trinity Hall», оканчивает его в 1923 году, после чего выбирает службу на подводных лодках. К тому времени стал хорошо известен как талантливый карикатурист и шутник.
С 1923 по 1938 год служил на нескольких подводных лодках, а также, кратковременно, на надводных кораблях Tiger и Royal Oak. Большую часть этого периода Джон Брум провёл на военно-морской базе в Гонконге. В 1928 году женился на Сибилле Николас, от брака с которой у него были двое детей.
В 1936 году Брум, в то время командовавший подводной лодкой «Rainbow», получил звание коммандер. В 1938 году окончил офицерские курсы в Королевском военно-морском колледже в Гринвиче.

### Вторая мировая война
Командуя первой эскортной группой на борту эсминца Keppel, принял участие в сопровождении конвоя PQ-17.